# Expedice 58
Expedice 58 byla osmapadesátou expedicí na Mezinárodní vesmírné stanici (ISS). Trojice kosmonautů na ISS přiletěla v Sojuzu MS-11. Začala 20. prosince 2018. Expedice 58 skončila 14. března 2019 přechodem posádky do Expedice 59.
Sojuz MS-11 expedici sloužil jako záchranná loď.

## Posádka
| Posádka         |                              |
| --------------- | ---------------------------- |
| Velitel         | Oleg Kononěnko (4) Roskosmos |
| Palubní inženýr | Anne McClain (1), NASA       |
| Palubní inženýr | David Saint-Jacques (1), CSA |

V závorkách je uveden dosavadní počet letů do vesmíru včetně této mise.